# Lenticchia di Castelluccio di Norcia
Lenticchia di Castelluccio di Norcia (IGP) è un prodotto ortofrutticolo italiano ad Indicazione geografica protetta, tipico dei piani di Castelluccio, frazione di Norcia.

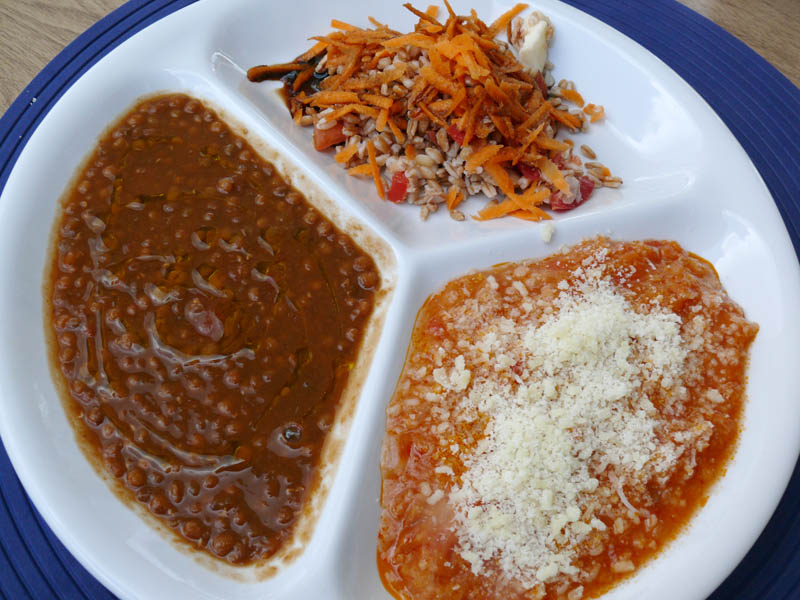
Antipasti con Lenticchia
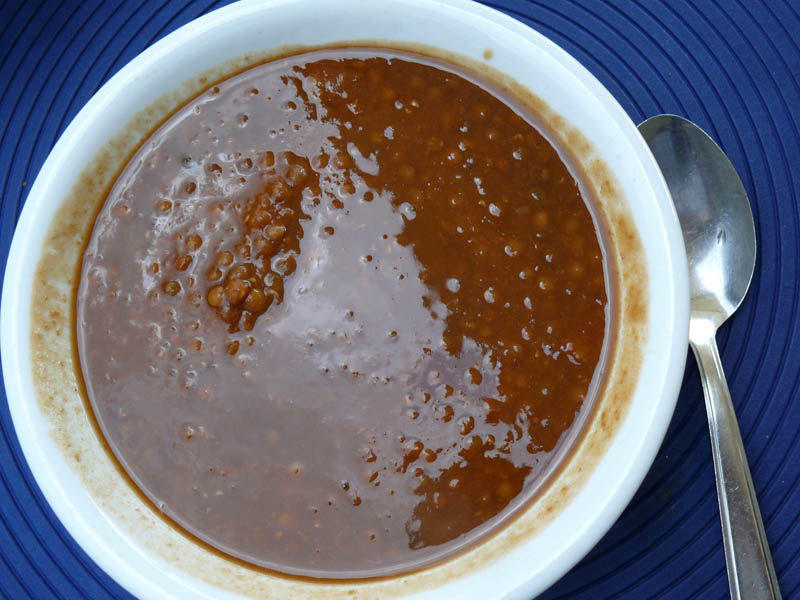
Lenticchie in umido